# 2002 în științifico-fantastic
- 2001 în științifico-fantastic — 2002 în științifico-fantastic — 2003 în științifico-fantastic

2002 în științifico-fantastic implică o serie de evenimente:

## Decese
- Nikolai Amosow (n. 1913)
- Otto F. Beer (n. 1910)
- Lloyd Biggle, jr. (n. 1923)
- Wolf D. Brennecke (n. 1922)
- Curtis Casewit (n. 1922)
- Wolf D. Brennecke (n. 1922)
- Richard Cowper alias John Middleton Murry, Jr. alias Colin Murry (n. 1926)
- George Alec Effinger (n. 1947)
- Robert L. Forward (n. 1932)
- Jack C. Haldeman II (n. 1941)
- Laurence M. Janifer (n. 1933)
- Alexander Kasanzew (n. 1906)
- Dezső Kemény (n. 1925)
- Damon Knight (n. 1922)
- Karl Friedrich Kohlenberg (n. 1915)
- Raphael Aloysius Lafferty (n. 1914)
- Wadim Schefner (n. 1915)
- Charles Sheffield (n. 1935)
- Cherry Wilder (n. 1930)

## Cărți

### Romane
- 1633, istorie alternativă de Eric Flint și David Weber
- Abația de Dan Doboș
- Altered Carbon de Richard K. Morgan
- Bones of the Earth de Michael Swanwick
- The Skinner de Neal Asher

### Colecții de povestiri
- The Far Side of  de Nelson Bond
- Not the End of the World de Kate Atkinson
- Year's Best SF 7, antologie editată de David G. Hartwell și Kathryn Cramer

### Povestiri
- "The Diamond Drill" de Charles Sheffield
- "‘Hello,’ Said the Stick" de Michael Swanwick
- "L. T.'s Theory of Pets" de Stephen King
- "Lambing Season" de Molly Gloss
- "Old MacDonald Had a Farm" de Mike Resnick

## Filme
| Titlu                                      | Regizor                              | Distribuție                                                                 | Țara                                                              | Sub-Gen /Note              |
| ------------------------------------------ | ------------------------------------ | --------------------------------------------------------------------------- | ----------------------------------------------------------------- | -------------------------- |
| 28 Days Later                              | Danny Boyle                          | Cillian Murphy, Naomie Harris, Brendan Gleeson                              | Regatul Unit al Marii Britanii și al Irlandei de Nord             | [ 2 ]                      |
| 2009 Lost Memories                         | Lee Si-myung                         | Jang Dong-gun, Toru Nakamura                                                | Coreea de Sud                                                     | Acțiune Thriller           |
| The Aventurăs of Pluto Nash                | Ron Underwood                        | Eddie Murphy, Randy Quaid, Rosario Dawson                                   | Statele Unite ale Americii                                        | Comedie                    |
| Clockstoppers                              | Jonathan Frakes                      | Jesse Bradford, French Stewart                                              | Statele Unite ale Americii                                        | [ 4 ]                      |
| Cowboy Bebop: The Movie                    | Shinichiro Watanabe, Yoshiyuki Takei |                                                                             | Japonia                                                           | [ 5 ]                      |
| Cube 2: Hypercube                          | Andrzej Sekuła                       | Kari Matchett, Geraint Wyn Davies, Grace Lynn Kung                          | Canada                                                            | [ 6 ]                      |
| Cypher                                     | Vincenzo Natali                      | Jeremy Northam, Lucy Liu                                                    | Statele Unite ale Americii                                        | [ 7 ]                      |
| Dead or Alive: Final                       | Takashi Miike                        | Show Aikawa, Riki Takeuchi                                                  | Japonia                                                           | [ 8 ]                      |
| Eight Legged Freaks                        | Ellory Elkayem                       | David Arquette, Kari Wührer, Scott Terra                                    | Statele Unite ale Americii                                        | [ 9 ]                      |
| Equilibrium                                | Kurt Wimmer                          | Christian Bale, Emily Watson, Taye Diggs                                    | Statele Unite ale Americii                                        | [ 10 ]                     |
| Godzilla Against Mechagodzilla             | Masaaki Tezuka                       | Yumiko Shaku, Kana Onodera, Shin Takuma                                     | Japonia                                                           | [ 11 ]                     |
| Happy Here and Now                         | Michael Almereyda                    | Karl Geary, Shalom Harlow, Clarence Williams III                            | Statele Unite ale Americii                                        | [ 12 ]                     |
| Impostor                                   | Gary Fleder                          | Gary Sinise, Madeleine Stowe, Vincent D'Onofrio                             | Statele Unite ale Americii                                        |                            |
| Jason X                                    | James Isaac                          | Kane Hodder, Lexa Doig, Lisa Ryder                                          | Statele Unite ale Americii                                        | [ 13 ]                     |
| Men in Black II                            | Barry Sonnenfeld                     | Tommy Lee Jones, Will Smith, Lara Flynn Boyle, Rosario Dawson               | Statele Unite ale Americii                                        | [ 14 ]                     |
| Minority Report                            | Steven Spielberg                     | Tom Cruise, Colin Farrell, Samantha Morton                                  | Statele Unite ale Americii                                        | [ 15 ] [ 16 ]              |
| Project Viper                              | Jay Andrews                          | Theresa Russell, Patrick Muldoon, Tim Thomerson                             | Statele Unite ale Americii                                        | [ 17 ]                     |
| Reign of Fire                              | Rob Bowman                           | Christian Bale, Matthew McConaughey, Izabella Scorupco                      | Statele Unite ale Americii                                        | Acțiune                    |
| Resident Evil                              | Paul W.S. Anderson                   | Milla Jovovich, Oscar Pearce, Indra Ové                                     | Statele Unite ale Americii                                        | Groază                     |
| Returner                                   | Takashi Yamazaki                     | Takeshi Kaneshiro, Anne Suzuki, Kirin Kiki                                  | Japonia                                                           | [ 20 ]                     |
| Rollerball                                 | John McTiernan                       | Chris Klein, Jean Reno, LL Cool J                                           | Statele Unite ale Americii                                        | [ 21 ]                     |
| S1m0ne                                     | Andrew Niccol                        | Al Pacino, Catherine Keener, Pruitt Taylor Vince                            | Statele Unite ale Americii                                        |                            |
| Science Fiction                            | Danny Deprez                         | Wendy Van Dijk, Koen De Bouw, Liesbeth Kamerling                            | Țările de Jos                                                     | [ 22 ]                     |
| Signs                                      | M. Night Shyamalan                   | Mel Gibson, Joaquin Phoenix, Cherry Jones                                   | Statele Unite ale Americii                                        | [ 23 ]                     |
| So Close                                   | Corey Yuen                           | Shu Qi, Zhao Wei, Karen Mok                                                 | Regatul Unit al Marii Britanii și al Irlandei de Nord · Hong Kong | Acțiune                    |
| Solaris                                    | Steven Soderbergh                    | George Clooney, Natascha McElhone, Jeremy Davies                            | Statele Unite ale Americii                                        | [ 25 ]                     |
| Spider-Man                                 | Sam Raimi                            | Tobey Maguire, Willem Dafoe, Kirsten Dunst                                  | Statele Unite ale Americii                                        | Fantastic Acțiune Aventură |
| Star Trek Nemesis                          | Stuart Baird                         | Patrick Stewart, Jonathan Frakes, Brent Spiner, LeVar Burton, Tom Hardy     | Statele Unite ale Americii                                        | [ 27 ]                     |
| Star Wars Episode II: Attack of the Clones | George Lucas                         | Ewan McGregor, Hayden Christensen, Natalie Portman, Ian McDiarmid, Frank Oz | Statele Unite ale Americii                                        | [ 28 ] [ 29 ]              |
| Tamala 2010: A Punk Cat In Space           | t. o. L.                             |                                                                             | Japonia                                                           | [ 30 ]                     |
| Teknolust                                  | Lynn Hershman Leeson                 | Tilda Swinton, Jeremy Davies, James Urbaniak                                | Statele Unite ale Americii                                        | [ 31 ]                     |
| Treasure Planet                            | Ron Clements, John Musker            |                                                                             | Statele Unite ale Americii                                        | [ 32 ]                     |
| The Time Machine                           | Simon Wells                          | Guy Pearce, Samantha Mumba, Mark Addy, Orlando Jones, Jeremy Irons          | Statele Unite ale Americii                                        | Călătorie în timp          |
| Timequest                                  | Robert Dyke                          | Caprice Benedetti, Bruce Campbell, Vince Grant, Victor Slezak               | Statele Unite ale Americii                                        | [ 33 ]                     |
|                                            |                                      |                                                                             |                                                                   |                            |

## Premii
Premiul Hugo pentru cel mai bun roman
- Zei americani de Neil Gaiman

Premiul Nebula pentru cel mai bun roman
- Zei americani de Neil Gaiman

Premiul Saturn
- Cel mai bun film SF: Raport Special